# Herpesvirus umano 6
L'herpesvirus umano 6 (Human herpesvirus 6) o HHV-6 è un Betaherpesvirus della famiglia degli Herpesviridae. È stato scoperto nel 1986 in pazienti affetti da AIDS che presentavano una patologia linfoproliferativa. Sono conosciute due varianti virali (HHV-6A e HHV-6B), che sono considerate specie diverse (1), in quanto differiscono per tropismo cellulare, associazione con malattie, profilo immunologico, ecc.
HHV-6B è molto diffuso, tant'è che la prima infezione avviene generalmente entro i primi due anni di vita. Allora può presentarsi sotto la tipica forma della Roseola infantum, detta VI malattia. Anche HHV-6A infetta la popolazione umana, ma con frequenza minore, e non si conoscono con precisione la malattie associate all'infezione primaria.
Come tutti gli herpesvirus, entrambe le varianti possono rimanere latente e riattivarsi in seguito alla depressione del sistema immunitario (com'era nei pazienti AIDS in cui fu isolato).
Il virus ha un particolare tropismo verso i linfociti T, soprattutto i CD4+. Tuttavia infetta anche gli altri T, le cellule Natural Killer, astrociti e monociti. Il recettore per HHV-6A è la glicoproteina CD46, che è diffusa in moltissimi tipi cellulari umani, mentre il recettore per HHV-6B è la molecola CD134.
1) https://www.ncbi.nlm.nih.gov/pubmed/24193951